# شهرستان زووتوریا
شهرستان زووتوریا (به لهستانی: Powiat Złotoryja) یک شهرستان در لهستان است که در استان سیلزی سفلی واقع شده‌است. شهرستان زووتوریا ۵۷۵٫۴۵ کیلومتر مربع مساحت و ۴۵٬۷۴۴ نفر جمعیت دارد.